# Боніфацій I (маркграф Тосканський)
Боніфацій I (†823, граф Лукки, який у 812 був призначений імператором Карлом Великим маркграфом Тосканським.
Залишив сина Боніфація, який також став маркграфом Тосканським. Іншими дітьми були Берард і Ріхільда.